# 장안사 명부전
기장 장안사 명부전(機張 長安寺 冥府殿)은 부산광역시 기장군 장안읍, 장안사에 있는 조선시대의 건축물이다. 2011년 3월 26일 부산광역시의 유형문화재 제106호로 지정되었다.

## 지정 사유
명부전은 죽은 사람의 넋을 인도하여 극락왕생하도록 기원하는 전각이다. 정면 3칸, 측면 2칸의 맞배집으로 내부 바닥은 우물마루를 깔고, 출입구를 바라보며 ㄷ자형으로 불단을 배치한 장안사 명부전에는 1684년에 조성된 석조지장보살좌상을 중심으로 좌우로 도명존자상과 무독귀왕상, 시왕을 협시로 한 지장시왕상 13구와 함께 동녀상, 귀왕상, 판관상, 사자상, 역사상이 좌우로 각 1구씩 배치되어 있으며, 지장삼존상 뒷면에는 1856년에 제작된 지장보살도가 봉안되어 있다.
장안사 명부전의 건립연대나 건축형식에 대해서는 그 동안 이렇다 할 조사가 없어 건축사적 위치나 문화재로서의 가치를 알 수 없었으나, 2010년 10월 현장 조사에서 종도리 하단에 적힌 묵서명(墨書銘)이 발견되어 머릿글 부분 10행정도가 확인됨으로써 정확한 건립연대를 알 수 있었다.
묵서명에 따르면 명부전은 임진왜란 피해를 복구하던 1600년대 중반에 건립된 후 존속하다가 대웅전의 서까래를 수리하던 1744년에 중건되었고, 다시 1800년에 상연(上椽) 수리공사가 이뤄졌으며, 1800년 이후로는 이러하다 할 수리공사가 없었음도 확인되었다. 이를 볼 때 이 건물의 건립연대는 적어도 1800년으로 볼 수 있고, 더 이전으로는 1744년으로도 소급이 가능하다.
이처럼 건립연대를 오래전으로 소급할 수 있는 것은 정면 상인방과 문선과의 맞춤 방식이 비교적 오래된 건물에서 볼 수 있는 고식(古式)의 반연귀맞춤으로 되어 있고, 그 밖의 부재들도 모두 1800년 수리 때 또는 그 이전의 1744년 중건 때 형성된 것으로서 보존상태도 상당히 양호한 편이며, 건축형식을 판단하는 데 중요한 요소인 공포도 비교적 오래전 형식인 출목없는 3익공식으로 되어 있기 때문이다.
따라서 장안사 명부전은 조선후기 부산 지역의 사찰 건물에 구사된 건축수법과 부불전(副佛殿)의 건축형식을 여실히 보여주고 있다는 점에서 조선 후기 부산지역 건축사 연구에 매우 중요한 자료로 평가된다.

## 같이 보기
- 장안사

## 참고 자료
- 기장 장안사 명부전 - 국가유산청 국가유산포털